# Greifenberg

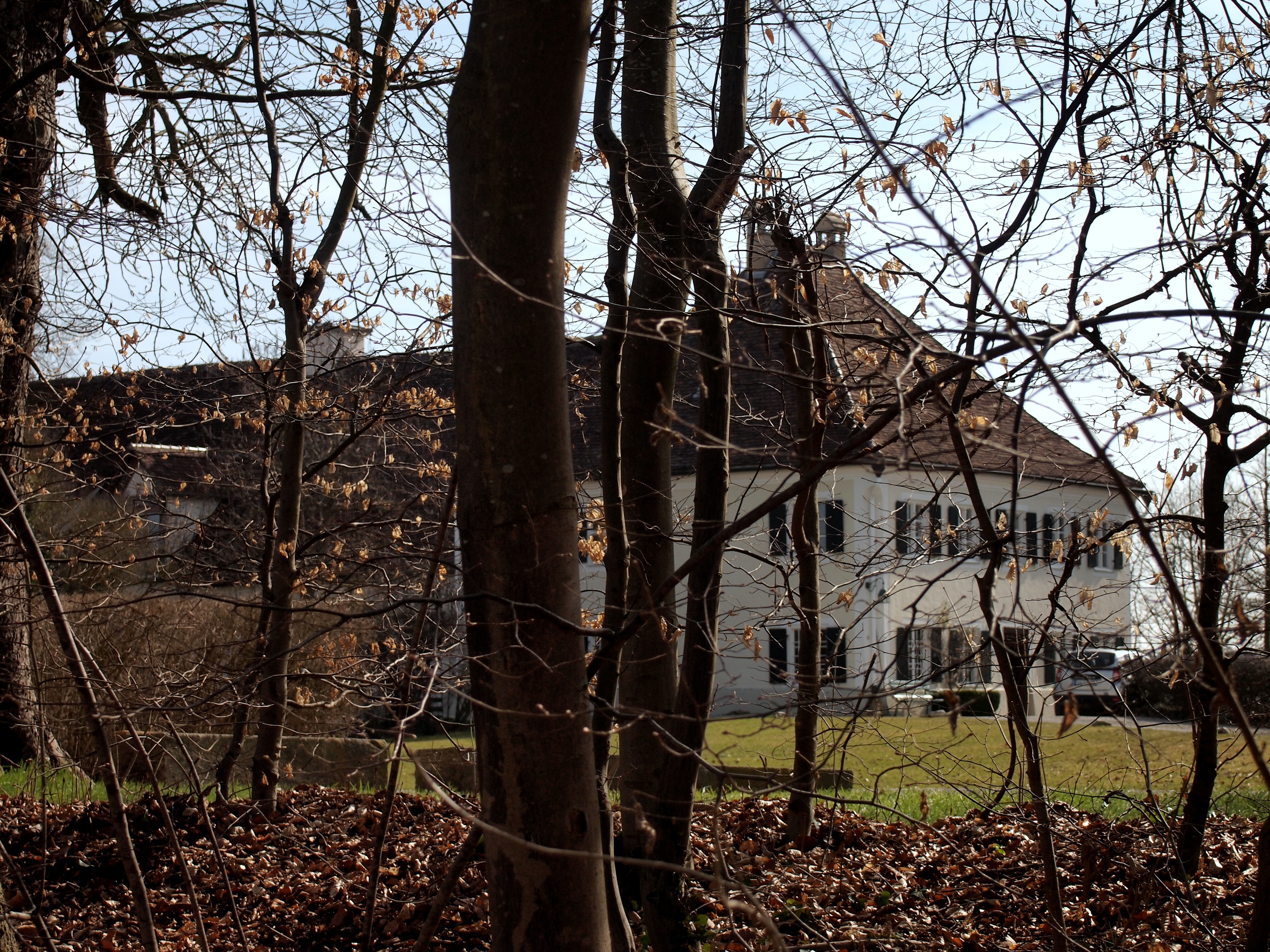
Schloss Greifenberg

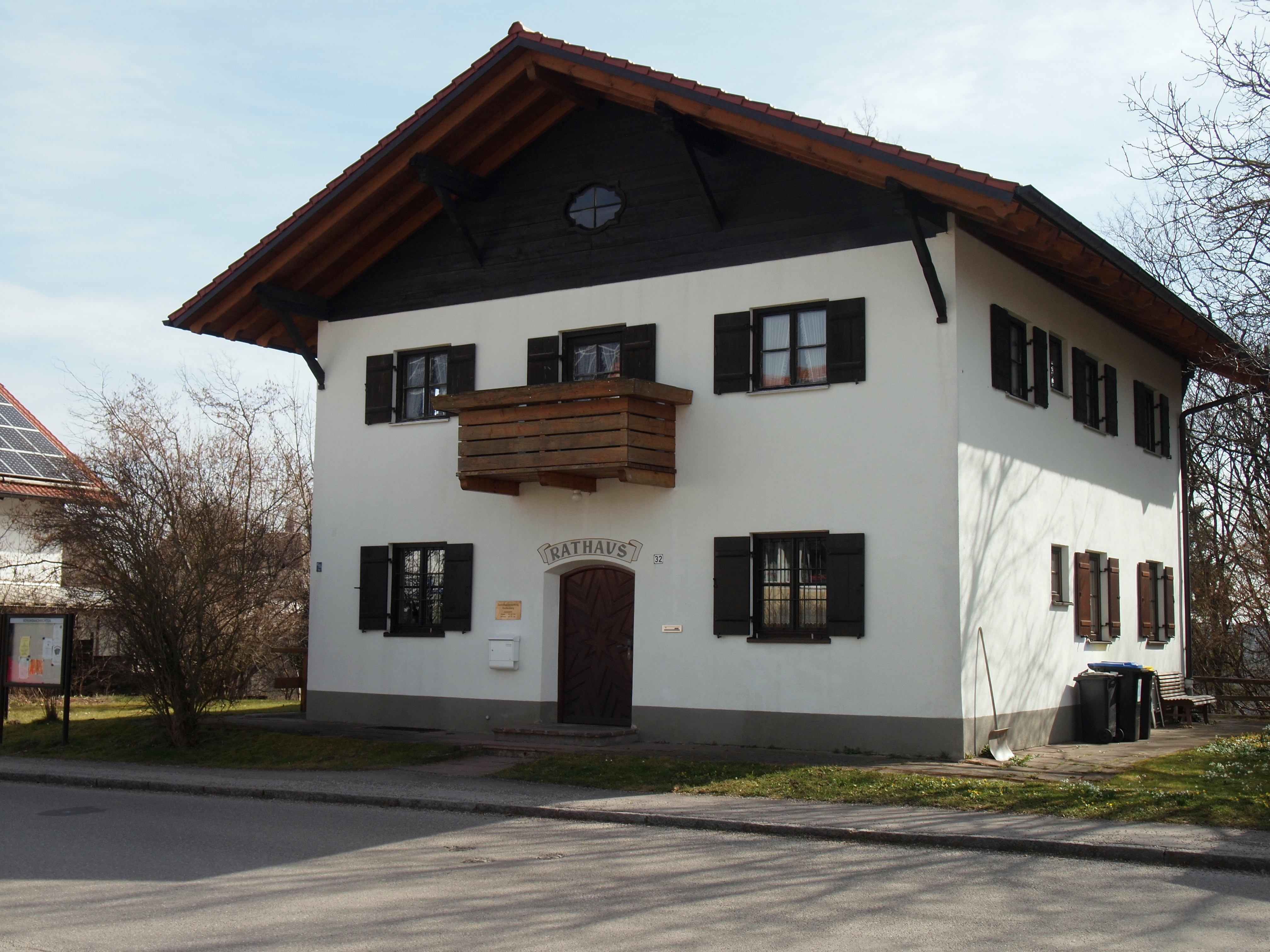
Rathaus Greifenberg

Greifenberg (['ɡraɪ̯fn̩bɛrk] ⓘ) ist eine Gemeinde im oberbayerischen Landkreis Landsberg am Lech.

## Geographie

### Lage
Die Gemeinde am Ammersee liegt, auf einem Moränenwall des Ammerseegletschers, an der Bundesautobahn 96 Lindau–München und der Bahnlinie Augsburg–Geltendorf–Weilheim circa 17 Kilometer östlich von Landsberg am Lech und 40 Kilometer westlich von München, unweit vom nordwestlichen Ende des Ammersees.

### Gemeindegliederung
Es gibt vier Gemeindeteile (in Klammern ist der Siedlungstyp angegeben):
- Beuern (Kirchdorf)
- Greifenberg (Pfarrdorf)
- Neugreifenberg (Siedlung)
- Painhofen (Weiler)

Valloch und Theresienbad sind keine amtlich benannten Gemeindeteile und zählen zu Greifenberg.
Es gibt die Gemarkungen Beuern und Greifenberg.

## Geschichte

### Bis zum 19. Jahrhundert
Greifenberg ist einer von mehreren Orten der ehemaligen Hofmark am Ammersee, die von Schloss Greifenberg aus verwaltet wurde.
Die Frühgeschichte der Gemeinde ist weitgehend unbekannt. Bodenfunde, Bodendenkmäler und Ortsnamen in der nahen Umgebung lassen darauf schließen, dass auch die Greifenberger Flur schon in der Frühzeit besiedelt war. In der Nähe befinden sich vierzehn etwa 2500 Jahre alte Hügelgräber aus der Hallstattzeit. Zahlreiche Münzenfunde in der Flur östlich von Greifenberg beweisen die Anwesenheit der Römer, die das zuvor keltische Gebiet erobert hatten. Um 600 n. Chr. rückten dann die Alemannen in das Ammerseegebiet ein.
Greifenberg selbst ist wohl eine Gründung der Grafen von Andechs, die in der ersten Hälfte des 10. Jahrhunderts Güter von der Amper bis zur Paar besaßen. Als der letzte Graf von Andechs 1248 starb, gelangte die Veste in den erblichen Besitz eines ihrer Ministerialengeschlechter, in dem der Taufname Grypho (= Gripho, Griffo, Greiff) besonders gebräuchlich war. Der Name Greif wurde Geschlechtsname der Familie und die erblich zugewiesene Burg „Greifenberg“ genannt. Als Erwerber und Gründer Greifenbergs wird Gripho de Andechs angesehen, der in einem Fundationsbrief von 1230 zu Scheyern als Dienst- und Lehensmann des Herzogs Otto von Meran genannt wird und der 1257 als „Gripho de Greifenberg“ erschien. 1396 nahm Hans der Greif am Kreuzzug König Sigismunds gegen die in Ungarn eingefallenen Türken teil. Die Schlacht von Nikopolis im walachischen Donautiefland endete mit einer schweren Niederlage der Kreuzritter und der siegreiche Sultan Bajesid ließ Tausende von Rittern und Mannen der Kreuzfahrer hinrichten. Unter ihnen war auch Hans der Greif, der Letzte seines Geschlechts.
Die Veste Greifenberg ging als Erbgut an die Schweiker von Gundelfingen, die 1404 ihr Erbe teilten. Auf Greifenberg saß nun Georg von Gundelfingen, der aber die Veste bereits wieder 1410 an die Familie des Herzogs von Bayern verkaufte.
Erhard von Perfall wurde dann von Herzog Wolfgang als Burgvogt eingesetzt und erhielt 1478 von diesem die Burg und Pflege zusammen mit allen Hofmarksgütern für 4000 Gulden. 1507 verkauften die herzoglichen Brüder die Hofmark Greifenberg endgültig an ihren Hofmeister Erhard von Perfall als sogenanntes „freies, lediges Eigen“. Bis ins 19. Jahrhundert war anschließend in ununterbrochener Erbfolge stets  ein Perfall Gutsherr von Greifenberg. Ihm unterstand bis 1849 auch das Patrimonialgericht der Hofmark, das die niedere Gerichtsbarkeit ausgeübte. Vor dem Richteranwesen stand bis 1959 als Wahrzeichen der steinerne Richterstuhl aus dem Jahre 1442.

### 19. und 20. Jahrhundert
Im Jahre 1849 wurde das hiesige Patrimonialgericht, dem die Ortschaften Beuern, Eching, Pflaumdorf, Oberschondorf und teilweise auch Unterschondorf zugeordnet waren, aufgelöst, und die Gerichtsbarkeit ging ganz auf den Landrichter in Landsberg, heute das Amtsgericht, über.
1935 wurde in Greifenberg die Obergauführerinnenschule Hochland des BDM eingerichtet
Vom Beginn des Bahnbetriebs auf der Ammerseebahn im Jahr 1898 bis zum Mai 1984 gab es im Gemeindeteil Neugreifenberg eine als Greifenberg (Oberbay) bezeichnete Bahnstation.

### Eingemeindungen
Im Zuge der Gebietsreform in Bayern wurde am 1. Mai 1978 ein Teil der aufgelösten Gemeinde Beuern eingegliedert.

### Einwohnerentwicklung
| Datum             | Einwohner |
| ----------------- | --------- |
| 1864              | 221       |
| 6. Juni 1961      | 726       |
| 27. Mai 1970      | 830       |
| 30. Juni 1987     | 1243      |
| 31. Dezember 1991 | 1494      |
| 31. Dezember 1995 | 1609      |
| 30. Juni 2000     | 1791      |
| 30. Juni 2002     | 1910      |
| 30. Juni 2005     | 2036      |
| 30. Juni 2006     | 2048      |

| Datum             | Einwohner |
| ----------------- | --------- |
| 31. Dezember 2007 | 2083      |
| 31. Dezember 2008 | 2118      |
| 31. Dezember 2009 | 2134      |
| 31. Dezember 2010 | 2167      |
| 31. Dezember 2011 | 2122      |
| 31. Dezember 2012 | 2173      |
| 31. Dezember 2013 | 2170      |
| 31. Dezember 2014 | 2194      |
| 31. Dezember 2015 | 2228      |
| 31. Dezember 2016 | 2268      |

Zwischen 1988 und 2019 wuchs die Gemeinde von 1277 auf 2263 um 986 Einwohner an bzw. um 77,2 % (im genannten Zeitraum der Spitzenwert im Landkreis Landsberg a. L.).

## Religion
- Evangelisch-lutherisches Pfarramt Dießen-Utting (zuständig für Greifenberg)
- Katholisches Pfarramt Greifenberg

## Politik
Die Gemeinde ist Mitglied der Verwaltungsgemeinschaft Schondorf am Ammersee.

### Gemeinderat
Der Gemeinderat wird traditionell nicht über Parteilisten, sondern über öffentliche Bürgerlisten der Gemeindeteile Greifenberg (Gemeinwohl), Beuern (Beurer Liste) und Neugreifenberg (Wählergruppe Neugreifenberg) gewählt. Die Aufstellung findet jeweils auf drei Bürgerversammlungen statt. Zur Wahl 2008 hat sich eine vierte (nichtöffentliche) Wählergruppe gegründet, die Aktive Gemeinde und zur Wahl 2020 stellt sich eine fünfte (nicht öffentliche) Wählergruppe, das LWD – L(i)ebenswerte Dorf.
| Jahr | Gemeinwohl | Neugreifenberg | Beurer Liste | Aktive Gemeinde | Liebenswertes Dorf | Unabhängig | Gesamt   | Wahlbeteiligung |
| ---- | ---------- | -------------- | ------------ | --------------- | ------------------ | ---------- | -------- | --------------- |
| 2021 | 1 Sitz     | 3 Sitze        | 2 Sitze      | 3 Sitze         | 3 Sitze            | 2 Sitze    | 14 Sitze |                 |
| 2020 | 1 Sitz     | 3 Sitze        | 2 Sitze      | 3 Sitze         | 5 Sitze            |            | 14 Sitze | 66,0 %          |
| 2014 | 3 Sitze    | 5 Sitze        | 2 Sitze      | 4 Sitze         | –                  |            | 14 Sitze | 63,8 %          |
| 2008 | 7 Sitze    | 3 Sitze        | 1 Sitz0      | 3 Sitze         | –                  |            | 14 Sitze | 65,4 %          |
| 2002 | 7 Sitze    | 4 Sitze        | 1 Sitz0      | –               | –                  |            | 12 Sitze | 57,9 %          |

Die Wählerliste L(i)ebenswertes Dorf (LWD) beschloss in einer außerordentlichen Mitgliederversammlung mit 32 zu 2 Stimmen, zwei ihrer Gemeinderatsmitglieder aus der Gruppierung auszuschließen. Als Begründung nannte die Versammlung mangelnde Integration in die Fraktionsarbeit sowie wiederholte eigenständige Vorgehensweisen („Alleingänge“). Der Vorstandsvorsitzende wurde beauftragt, die beiden Mandatsträger über den Beschluss zu informieren.
Daraufhin traten im Jahr 2021 die beiden Mitglieder aus der Fraktion „LWD“ aus und gehören seitdem als unabhängige Mitglieder dem Gemeinderat an. Hintergrund ihrer Kritik war der Führungsstil der Bürgermeisterin Patricia Müller und der Vorwurf eines „Mangels an Struktur und Strategie“ für die Weiterentwicklung der Gemeinde.

### Bürgermeister
Bürgermeister von Mai 2008 bis Mai 2020: Johann Albrecht (Gemeinwohl).
Erste Bürgermeisterin seit Mai 2020 ist Patricia Müller (LWD), nach Stichwahl mit Hagen Adler (WG Neugreifenberg) mit 51,4 % gewählt.

### Wappen
| Wappen von Greifenberg | Blasonierung: „Gespalten; vorne in Silber auf rotem Dreiberg ein nach links schreitender schwarzer Bär, hinten von Rot und Silber dreimal wellenförmig geteilt.“                                                         |
| Wappen von Greifenberg | Wappenbegründung: Der schwarze Bär entstammt dem Wappen der Perfall, die Streifen entstammen dem Wappen der Greifen. 1962 wurde der Gemeinde das von Landrat Bernhard Müller-Hahl geschaffene Gemeindewappen überreicht. |

### Flagge
|  | 00Banner:„Das Banner der Gemeinde ist rot-weiß-schwarz längsgestreift mit dem aufgelegten Wappen oberhalb der Mitte.“ |

## Wirtschaft und Infrastruktur

### Wirtschaft einschließlich Land- und Forstwirtschaft
2018 gab es in der Gemeinde 757 sozialversicherungspflichtige Arbeitsplätze. Von der Wohnbevölkerung standen 855 Personen in einem versicherungspflichtigen Beschäftigungsverhältnis. Damit war die Zahl der Auspendler um 98 Personen größer als die der Einpendler. 22 Einwohner waren arbeitslos. Die neun landwirtschaftlichen Betriebe bewirtschafteten insgesamt eine Fläche von 302 Hektar (Stand 2016).
Nördlich der Gemeinde befindet sich an der A 96 ein voll erschlossenes Gewerbegebiet mit 30 ha Fläche, davon sind 17 ha noch ungenutzt.

### Infrastruktur
- Einkaufszentrum: Im Ortskern von Greifenberg gibt es seit Mitte der 1990er Jahre ein Einkaufszentrum mit kleinem Discounter, Getränkemarkt, Bäckerei, Metzgerei, Allgemeinarzt, Frauenarzt, Hautarzt, Zahnarzt, Apotheke, Sparkasse und Raiffeisenbank.
- Warmfreibad und Fitnesscenter: Direkt an der A 96 München–Lindau liegt das Warmfreibad mit drei beheizten Becken (26 Grad), Wärmehalle, Solarium, großen Liegewiesen und Kioskbetrieb. Wegen Umbauarbeiten war es von 2018 bis 2022 geschlossen.[13] Für das ebenfalls 2018 geschlossene Badrestaurant soll nach einer Standortanalyse ein Planungsbüro gesucht werden, welches auf die dabei ermittelten Besonderheiten spezialisiert ist. Der eigentliche Umbau soll bis 2024 erfolgen.[veraltet][14] Benachbart liegt ein privates, ganzjährig geöffnetes Fitnesszentrum.
- Tourismusbüro Schondorf
- Katholisches Pfarrheim Rupert-Mayer-Haus. Das Heim steht auch Jugendgruppen und der dörflichen Gemeinschaft für Veranstaltungen zur Verfügung.
- Wertstoffhof

### Veranstaltungen

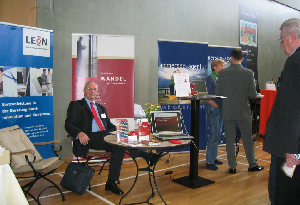
Gewerbeschau bei Hardy’s (2. April 2006)

An jedem ersten August-Wochenende findet ein Bürgerfest statt, das traditionell von der Freiwilligen Feuerwehr ausgerichtet wird. Von 2005 bis 2008 fand jährlich im April eine Informations- und Gewerbeschau der örtlichen Unternehmen, Gewerbetreibenden und freiberuflich Tätigen statt, um die Bevölkerung von der Leistungsfähigkeit der in der Ammersee-Region ansässigen mittelständischen Unternehmen zu überzeugen. Veranstalter ist der Bund der Selbständigen Ammersee Nord-West (BDS).

### Verkehr

#### Straßenverkehr
Im Norden der Gemeinde verläuft die Bundesautobahn 96 (A 96) von München nach Lindau, an der im Nordosten des Ortes die Ausfahrt Greifenberg existiert. Des Weiteren führt die Staatsstraße 2055 durch die Gemeinde, die die Autobahnausfahrt mit der Ortsmitte verbindet.

#### Schienenverkehr

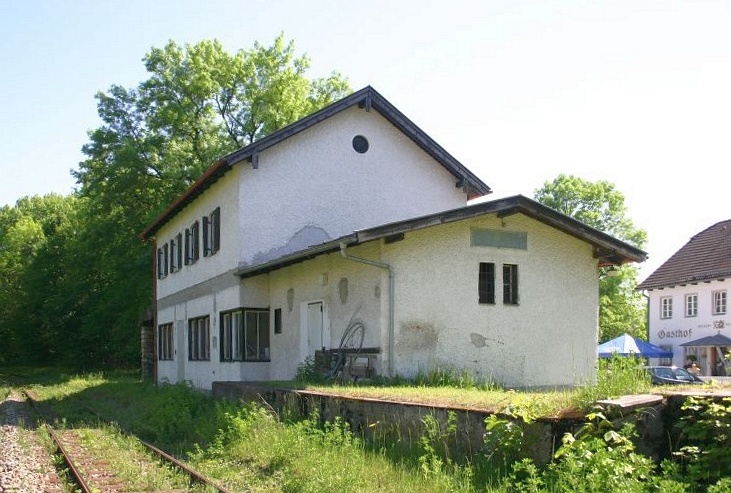
Ehemaliger Bahnhof Greifenberg

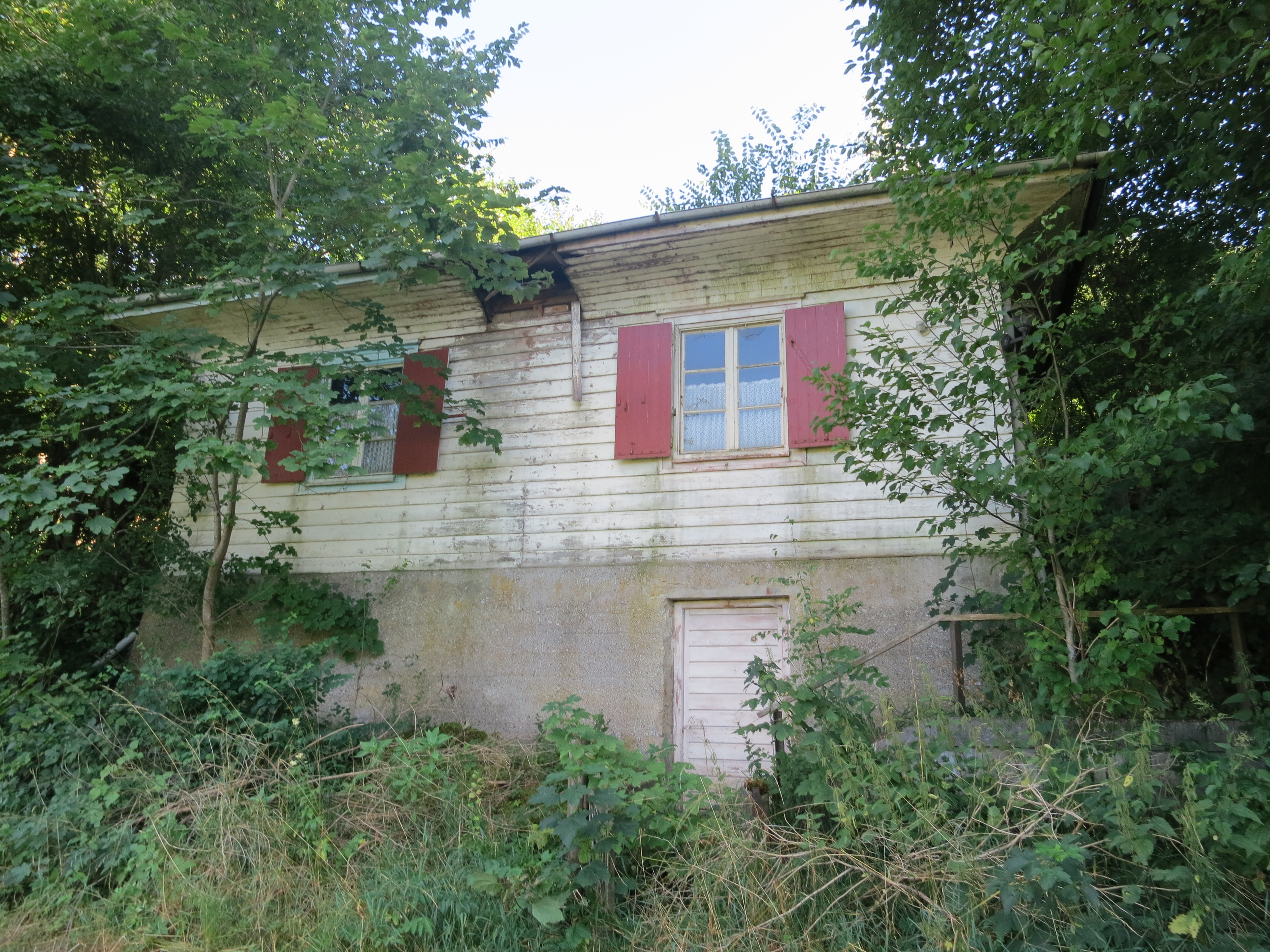
Ehemaliger Haltepunkt Theresienbad

Durch die Gemeinde Greifenberg verläuft die eingleisige Ammerseebahn von Mering über Geltendorf und Dießen nach Weilheim. Sie wird von der Deutschen Bahn als Kursbuchstrecke 985 geführt. An der Ammerseebahn befanden sich in Greifenberg ehemals zwei Bahnstationen, die beide stillgelegt wurden. Der Bahnhof Greifenberg (Oberbay) lag im Westen des Greifenberger Gemeindeteils Neugreifenberg, etwa 1,5 Kilometer westlich der Greifenberger Ortsmitte; er wurde 1984 stillgelegt. Der Haltepunkt Theresienbad, der etwa 400 Meter südlich von Greifenberg lag, existierte bis 1964. Obwohl der Haltepunkt Theresienbad näher an der Ortsmitte von Greifenberg lag als der Bahnhof Greifenberg, wurde er weniger genutzt, da dieser im Tal der Windach lag und schwerer zu erreichen war.
Die Ammerseebahn wurde am 30. Juni 1898 durch die Königlich Bayerischen Staatseisenbahnen mit Bahnhof Greifenberg und Haltepunkt Theresienbad eröffnet. Wegen der Nähe zur Gemeinde Windach wurde der Bahnhof Greifenberg in der Vorplanung in den Jahren 1896 und 1897 als Haltestelle Windach geplant. Das zweigeschossige Empfangsgebäude wurde als unverputzter Klinkerbau mit Zeltdach errichtet. 1936 wurde es durch ein zweigeschossiges Gebäude mit Satteldach im Heimatstil ersetzt. Das Stellwerk war zuerst im Anbau auf der Gleisseite des Gebäudes, nach dem Umbau lag es im Erdgeschoss. An der Südseite des Gebäudes befindet sich seit 1936 ein Wandgemälde. In 1951 wurde es aufgefrischt. Stilisiert dargestellt ist ein Bauer beim Aussäen und ein zweiter, der mit einem Pferdegespann das Feld bestellt. Im Hintergrund ist vereinfacht die Kirche von Hechenwang dargestellt. Nördlich schließt an das Empfangsgebäude ein Güterschuppen in verputzter Holzbauweise an. Die Gleisanlagen des Bahnhofs bestanden aus dem durchgehenden Hauptgleis am Hausbahnsteig und einem Ladegleis, das aus einem Rampen- und einem Ausziehabschnitt bestand. Es war bis in die 1960er Jahre zweiseitig angeschlossen. Die geringe Zahl von Reisenden und hohe Personalkosten im Betriebs- und Verkehrsdienst führten 1984 zur Streichung des Verkehrshalts. Das Ladegleis und die letzten zwei Weichen wurden abgebaut. Bis zum Sommerfahrplan 1985 existierte der Greifenberg Betriebsbahnhof mit Fahrkartenausgabe und Fahrdienstleitung. Im Laufe des Jahres 1985 wurden die Signalanlagen abgebaut. Im Dezember 1996 wurde der Hausbahnsteig entfernt; das östliche Holzvordach wurde abgesägt, da es für überbreite Ladungen eine Engstelle bildete, die mit maximal 5 km/h befahrbar war.
Das Hauptgebäude stand von etwa 1986 bis 2004 mit kurzen Ausnahmen leer. Die Gemeinde Greifenberg erwarb 2009 das gesamte Bahnhofsareal und bemühte sich mehrmals erfolglos um die Reaktivierung des Bahnhofs.
Der Haltepunkt Theresienbad bestand aus einem hölzernen eingeschossigen Dienstgebäude und einem Hausbahnsteig am durchgehenden Hauptgleis. Wegen geringer Fahrgastzahlen wurde der Haltepunkt 1964 stillgelegt. Das Gebäude ging in Privatbesitz über.

#### Busverkehr
Greifenberg ist in den Münchner Verkehrs- und Tarifverbund (MVV) integriert. Derzeit verkehren in Greifenberg folgende Buslinien des MVV:
- 807: Türkenfeld – Beuern – Neugreifenberg – Greifenberg – Eching – Türkenfeld
- 891: Weilheim – Raisting – Dießen – Utting – Greifenberg – Eching
- 894: Inning – Eching – Schondorf – Greifenberg – Pflaumdorf – Eresing – Windach – Landsberg am Lech

### Bildung
- Kindergärten: 135 genehmigte Kindergartenplätze bei 106 betreuten Kindern[22]
- Grundschule: in der Nachbargemeinde Windach
- Gymnasien: Stiftung Landheim Ammersee, Rhabanus-Maurus-Gymnasium in St. Ottilien und Ammersee-Gymnasium (seit Schuljahr 2006/2007) in Dießen am Ammersee.
- Volkshochschule (VHS) Ammersee-Nordwest: Die VHS ist die kommunale Einrichtung der Gemeinde Utting und der Verwaltungsgemeinschaft Schondorf am Ammersee mit ihren Mitgliedsgemeinden Eching a.Ammersee, Greifenberg und Schondorf a. A.

## Persönlichkeiten
- Lothar von Perfall (1884–1966), Offizier und preußischer Landrat
- Max Raffler (1902–1988) war hier Landwirt. Er wurde als Maler bekannt. Sein Werke, wie z. B. der Kreuzweg mit 24 Stationsbildern für die Pfarrkirche Maria am Wege, werden der naiven Kunst zugeordnet.